# Hubarbeitsbühne

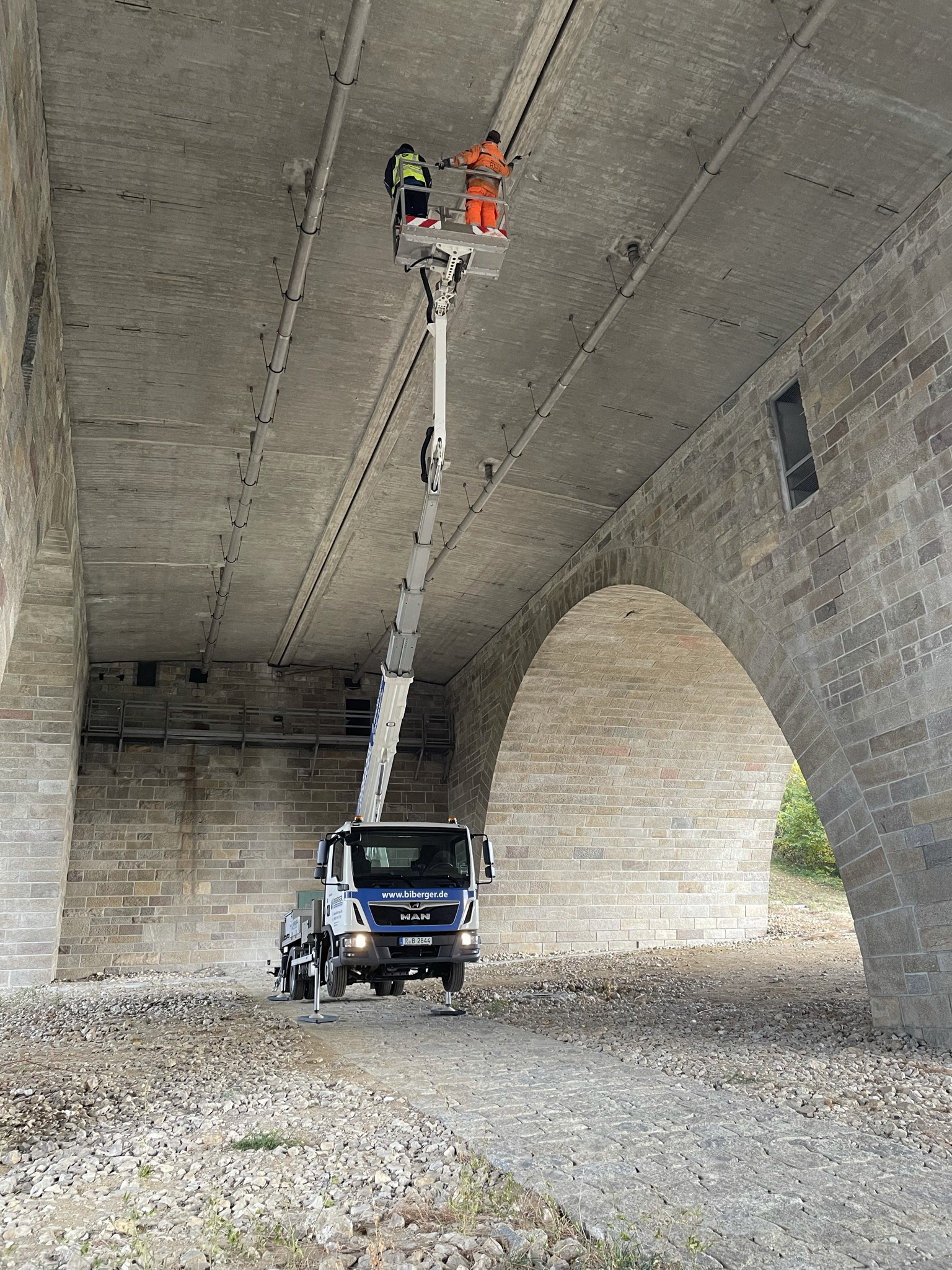
Arbeitsbühne als LKW-Aufbau

Eine Hubarbeitsbühne (kurz HAB; auch als Arbeitsbühne, Hubsteiger oder Steiger bekannt) ist ein Gerät mit einer Aufenthaltsbühne, die durch einen hydraulischen oder elektromechanischen Antrieb gehoben wird. Sie dient als Arbeitsplattform mit einem Ein- und Ausstieg, üblicherweise im Bodenbereich. Die Mechanik der Hubarbeitsbühnen variiert je nach Einsatzzweck, beispielsweise über einen bewegbaren Arm, eine Scherenkonstruktion oder einen senkrechten Mast. Bühnen, die sich ausschließlich vertikal bewegen, werden als Hebebühnen bezeichnet.

## Einsatzgebiete

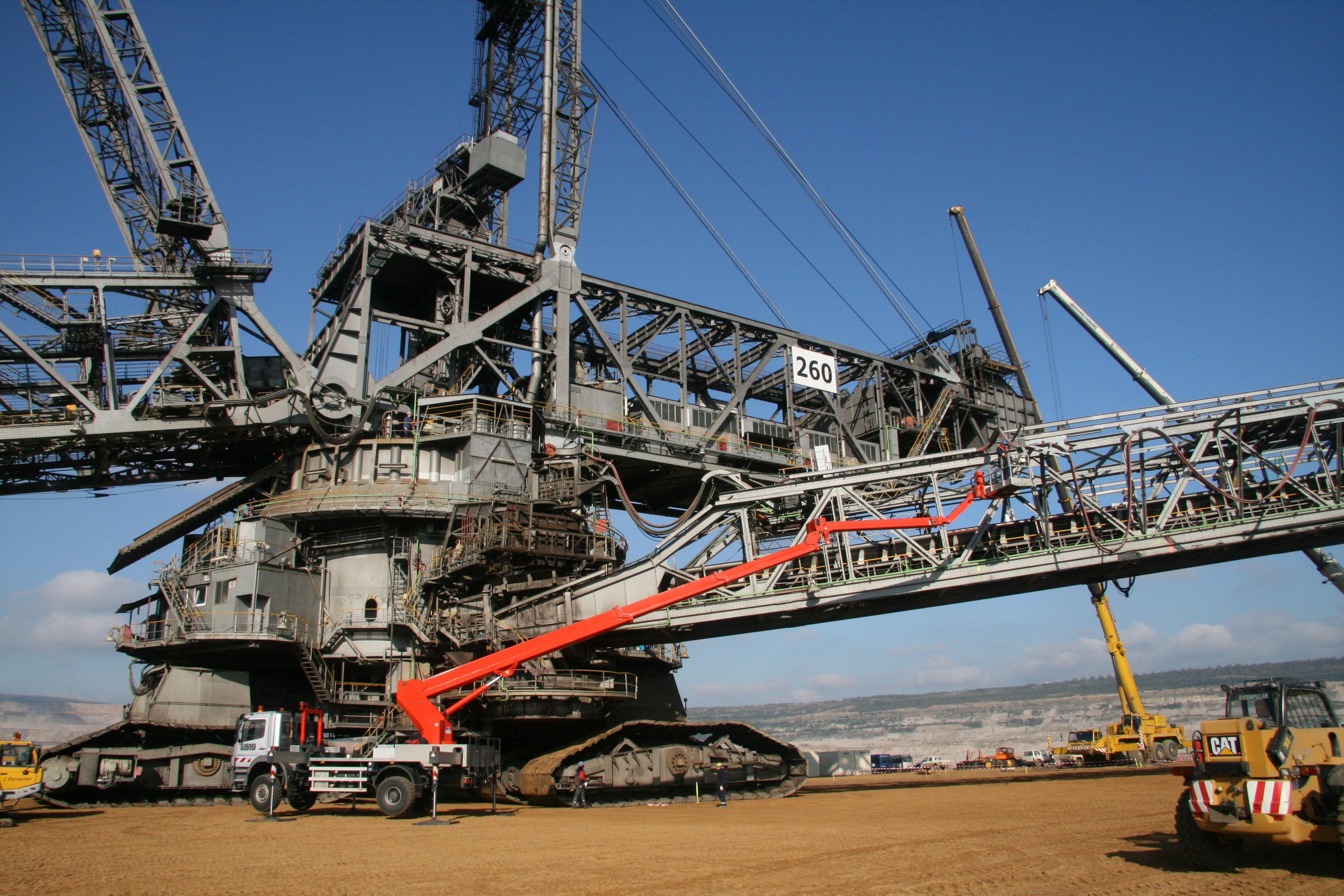
Hubarbeitsbühne T 370 im Braunkohle-Tagebau

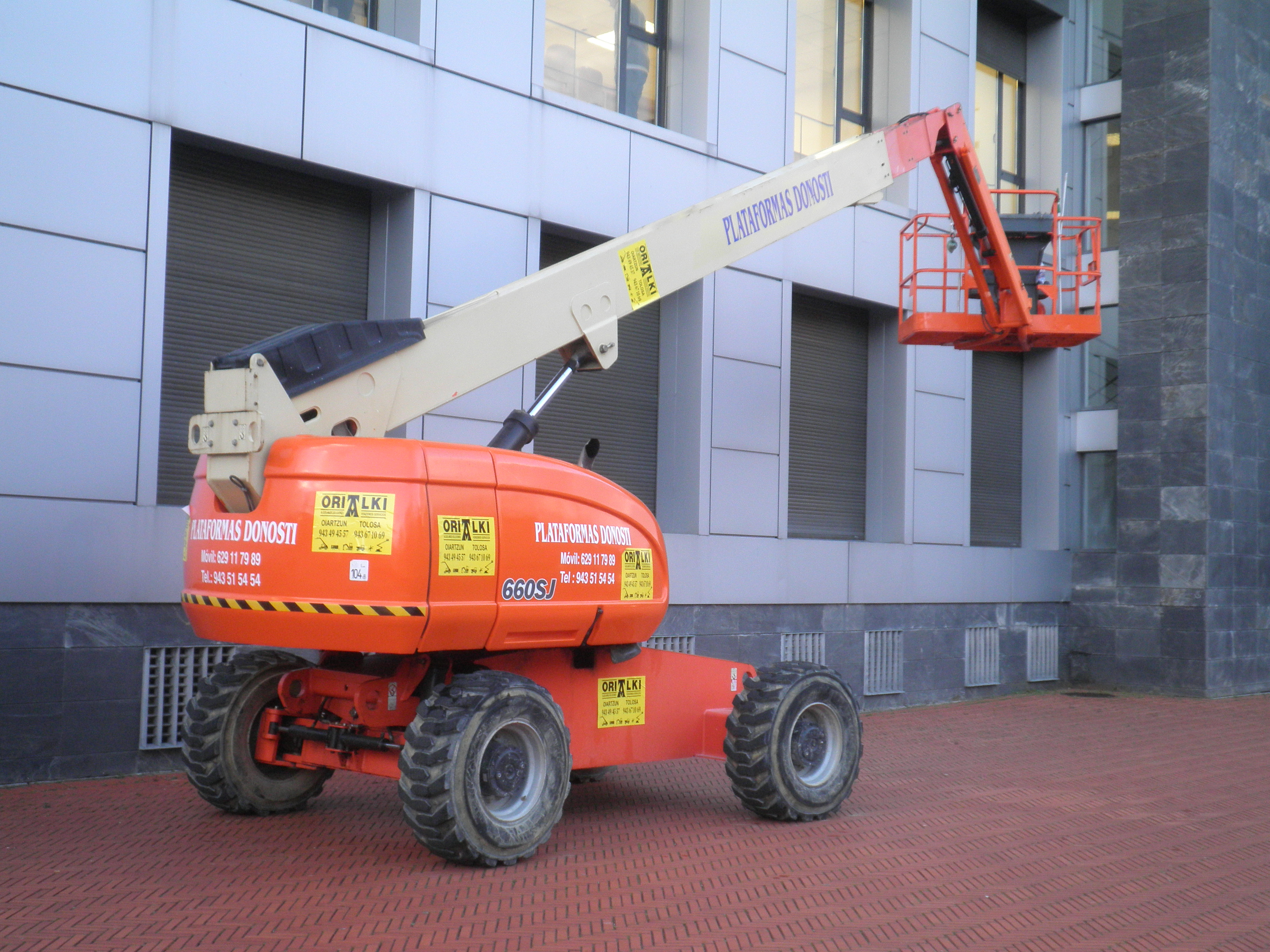
Selbstfahrende Hubarbeitsbühne

Die Anwendungsbereiche von Hubarbeitsbühnen variieren je nach Bauform und Einsatzziel, beispielsweise:
- Gelenkarmbühnen: Einsatz für Arbeiten an Straßenbeleuchtung, Bäumen, Oberleitungen und niedrigen Hochspannungsleitungen, vorwiegend für kurzfristige Aufgaben.
- Scherenbühnen: Häufig im Hallenbereich für Montagearbeiten unter Decken genutzt, bieten große Plattformen und sind für senkrechte Bewegungen ausgelegt.
- Mastgeführte Kletterbühnen: Verwendung für längerfristige und umfangreiche Einsätze wie die Montage von Glasfassaden, ermöglichen großen vertikalen Arbeitsbereich und Materialtransport.
- Hubrettungsfahrzeuge: Spezielle Hubarbeitsbühnen für Brandbekämpfungs-, Rettungs- und technische Einsätze, vor allem bei Feuerwehren eingesetzt.

## Bauformen
- Klassifizierung nach Verankerung und Mobilität:
  - Verankerte Arbeitsbühnen (fest mit einer Konstruktion verbunden)
  - Verfahrbare Arbeitsbühnen (frei beweglich)
- Art der Hubkonstruktion:
  - Scherenbühnen
  - Boomlifter (Auslegerbühnen)
  - Gelenk-Teleskopbühnen
  - Mastgeführte Kletterbühnen (EN 1495)
- Art des Hubantriebs:
  - Hydraulikantrieb
  - Seilmechanik
  - Zahnrad- oder Schneckenantrieb
- Verfahrbarkeit:
  - Montiert auf LKW-Rahmen (mit Nebenantrieb)
  - Montiert auf Schienenfahrzeug
  - Montiert auf langsam fahrendem Rahmen mit Rädern
  - Montiert auf Raupenfahrwerk
  - Montiert auf Spreizrahmen
  - Montiert auf Anhängern (fremd gespeist, z. B. elektrisch)
- Tragfähigkeit:
  - Bis 200 kg
  - Bis 1.000 kg
  - Bis 8.000 kg
- Einsatzhöhe:
  - Geringe Höhen (bis ca. 12 m)
  - Mittlere Höhen (bis ca. 48 m)
  - Große Höhen (bis 100 m und darüber)
- Hubgeschwindigkeit:
  - Geringe Hubgeschwindigkeit
  - Hohe Hubgeschwindigkeit

Mobile LKW-Arbeitsbühnen erreichen Einsatzhöhen bis zu 43 Metern, mit Reichweiten für spezialisierte Modelle bis zu 100 Metern. Diese Geräte sind ideal für Arbeiten an Windkraftanlagen, hohen Industrieanlagen wie Kaminen, Kühltürmen, Tankanlagen und Richtfunkmasten. Sie sind auch für Gebäudesanierung, Film- und Fernsehaufnahmen, Konzerte oder Sportveranstaltungen geeignet. Für Aufgaben, die größere Arbeitsflächen oder umfangreichen Materialtransport erfordern, werden häufig Kletterbühnen eingesetzt, beispielsweise bei der Montage von Windkraftanlagen mit Scanclimbern.
Neben diesen großen Modellen sind hydraulische LKW-Arbeitsbühnen für alltägliche Aufgaben bei Handwerksunternehmen, Kommunalbetrieben und Energieversorgern weit verbreitet. Kommunalbetriebe benötigen oft Arbeitsbühnen mit Höhen von 11–20 Metern für die Wartung von Beleuchtungen, während im Baumschnitt oder bei der Gebäude- und Fassadenreinigung sowie bei Maler- oder Dachdeckerarbeiten oft Geräte mit einer Arbeitshöhe von bis zu 30 Metern eingesetzt werden.
Für die Standsicherheit sorgen meist vier hydraulische Stützen, die je nach Modellvariante angepasst werden können. Die Arbeitsbühnen können auf unterschiedlichen Trägerfahrzeugen montiert werden, abhängig von der Arbeitshöhe und dem Gewicht des Chassis. In Deutschland gelten sie als selbstfahrendes Arbeitsgerät mit speziellen Zulassungsvorschriften.
Teleskoplader können als Sonderlösung mit einer Arbeitsplattform ausgestattet und zu Hubarbeitsbühnen umfunktioniert werden, wobei die Tragfähigkeiten und Arbeitshöhen an die Kapazitäten des Staplers gebunden sind.

## Antriebsarten
Hubarbeitsbühnen werden durch verschiedene Antriebsarten und Energiequellen betrieben, die je nach Einsatzgebiet und Anforderungen ausgewählt werden. Zu den gängigen Antriebsarten gehören:
1. Elektromotoren: Sie werden oft für den Innenbereich bevorzugt, da sie emissionsfrei und geräuscharm arbeiten. Diese Bühnen sind in der Regel mit Batterien ausgestattet, die regelmäßig aufgeladen werden müssen.
2. Dieselmotoren: Sie bieten eine größere Leistung und sind ideal für Außeneinsätze. Diese Motoren sind leistungsfähiger und ermöglichen einen längeren Betrieb, stoßen jedoch Abgase aus.
3. Hybridantriebe: Kombinieren Elektro- und Dieselmotoren, um die Vorteile beider Systeme zu nutzen. Sie bieten Flexibilität für den Einsatz sowohl im Innen- als auch im Außenbereich.
4. Wasserstoffantrieb: Haulotte stellte 2023 auf der Hyvolution eine Scherenbühne mit Wasserstoff-Antrieb vor, welches aus der Partnerschaft mit Bouygues Energies & Services entwickelt wurde.[1]

Die Wahl des Antriebs hängt dabei von Faktoren wie der notwendigen Leistung, Arbeitsumgebung und den Zugangsmöglichkeiten zu Energiequellen ab.

## Auslegersystem

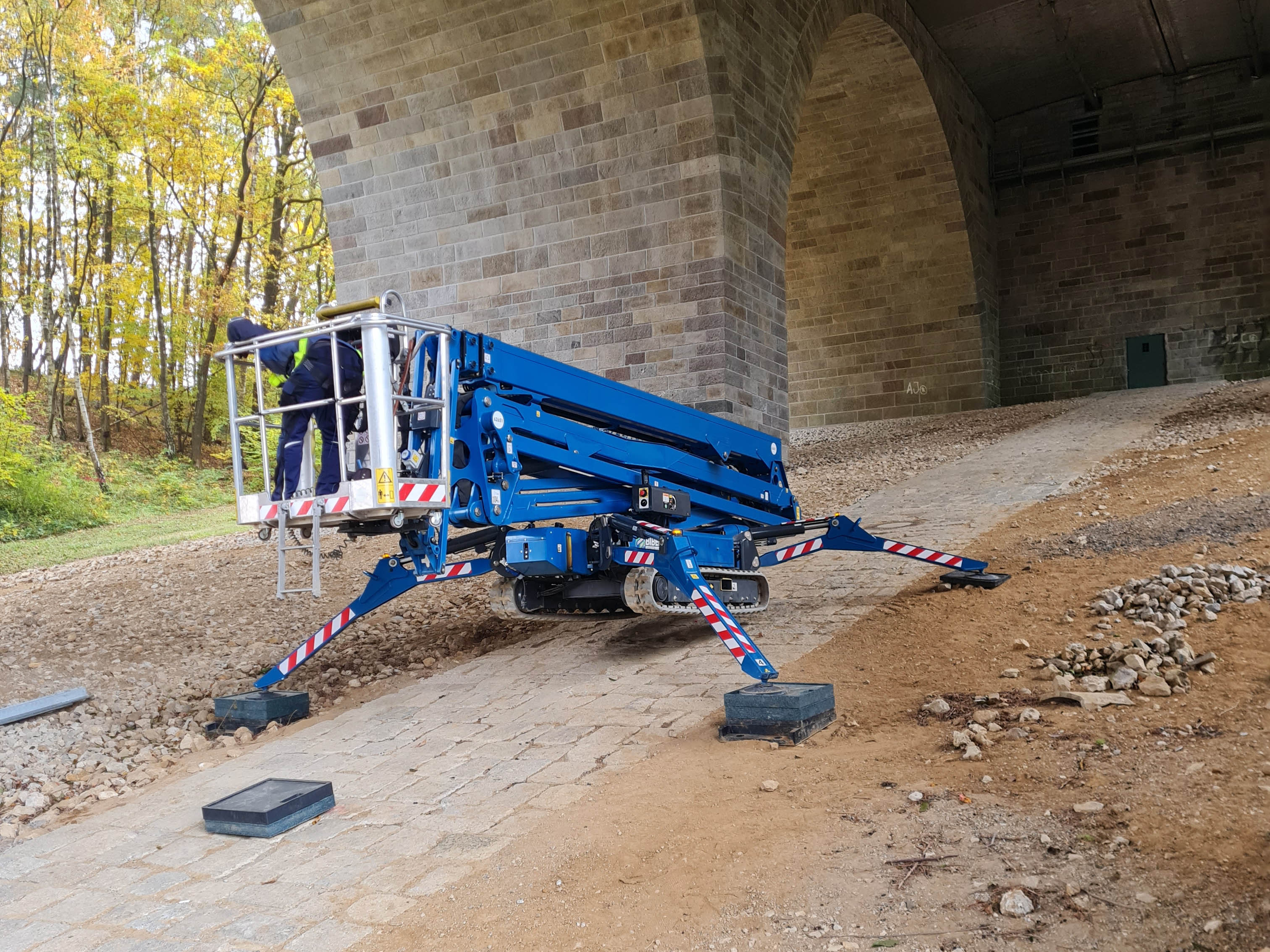
Raupenarbeitsbühne im steilen Gelände

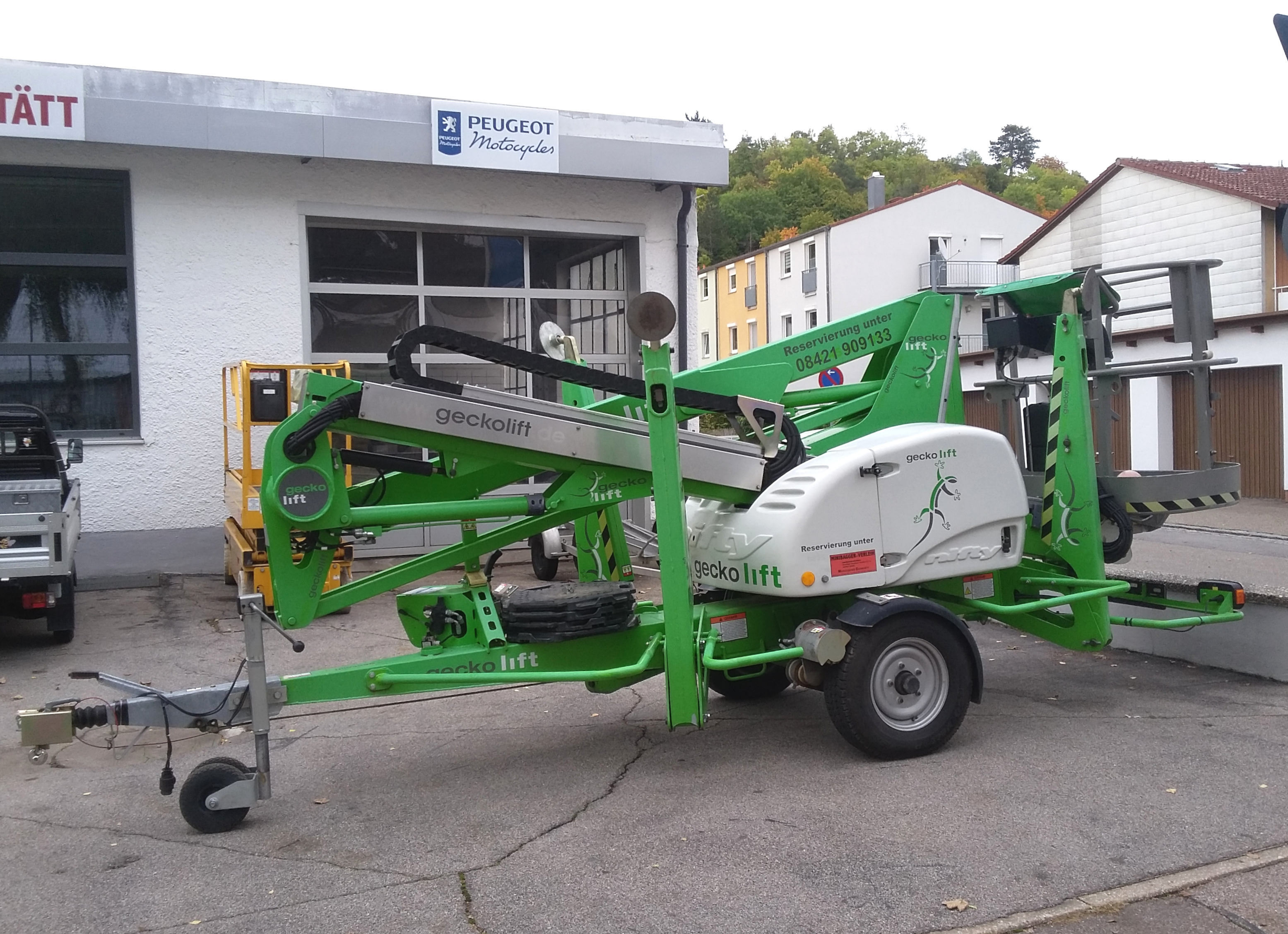
Anhängerarbeitsbühne

Das Auslegersystem ist ein wesentliches Element, das die Leistungsfähigkeit und Beweglichkeit von LKW-Arbeitsbühnen bestimmt. Abhängig von der Modellvariante besteht das System aus Komponenten wie Unterarmteleskopausleger, teleskopierbarem Oberarm und einem beweglichen Korbarm. Diese Konfiguration ermöglicht es, schwer zugängliche Einsatzorte wie in Bäumen, Hallen und entlang von Leitungen effizient zu erreichen.
Teleskop-Auslegersysteme, die mit Rundprofiltechnik in Belastungsrichtung konstruiert sind (ähnlich wie bei Autokranen), bieten den Vorteil einer leichteren Bauweise im Vergleich zu traditionellen Polygonprofilen. Jedoch zeigen statische Berechnungen, dass diese Konstruktion zu einer signifikanten Durchbiegung neigt, bekannt als „Fishrod Effect“, was insbesondere das Wiedereinfahren der Teleskoparme erschwert.
Um die Baulänge am Trägerfahrzeug zu reduzieren und einen seitlichen Überhang beim Schwenken zu vermeiden, werden Sonderbauarten der Schwenkvorrichtung wie „Kurbelschwenktische“ oder „variable Türme“ verwendet. Diese Anpassungen ermöglichen eine effizientere Nutzung des Raums und erhöhen die Flexibilität der Bühnen in verschiedenen Arbeitssituationen.
Bei Einsätzen in unwegsamem Gelände, wie zum Beispiel auf Baustellen, in Friedhöfen oder Parkanlagen, sind Arbeitsbühnen mit Raupenfahrgestell besonders geeignet, da sie sich flexibel an unterschiedliche Bodenbedingungen anpassen können. Für den Einsatz auf empfindlichen Böden, beispielsweise Fliesen oder in Sporthallen, werden Raupenbühnen mit Kunststoffketten bevorzugt, da diese Ketten das Gewicht der Arbeitsbühne gleichmäßig auf eine breite Fläche verteilen und so den Untergrund schonen.

## Arbeitskorb
Im Arbeitskorb der Bühne befindet sich das Bedienungspult, von dem aus sämtliche Bewegungen der Arbeitsbühne gesteuert werden können. Zusätzlich verfügen die meisten Hubarbeitsbühnen über ein weiteres Bedienpult am Boden, das die Steuerung der Bühne von außen ermöglicht. Dieses externe Pult erlaubt es, die Bühne auch dann zu bewegen, wenn niemand im Arbeitskorb ist, und bietet eine zusätzliche Sicherheits- und Bedienoption.

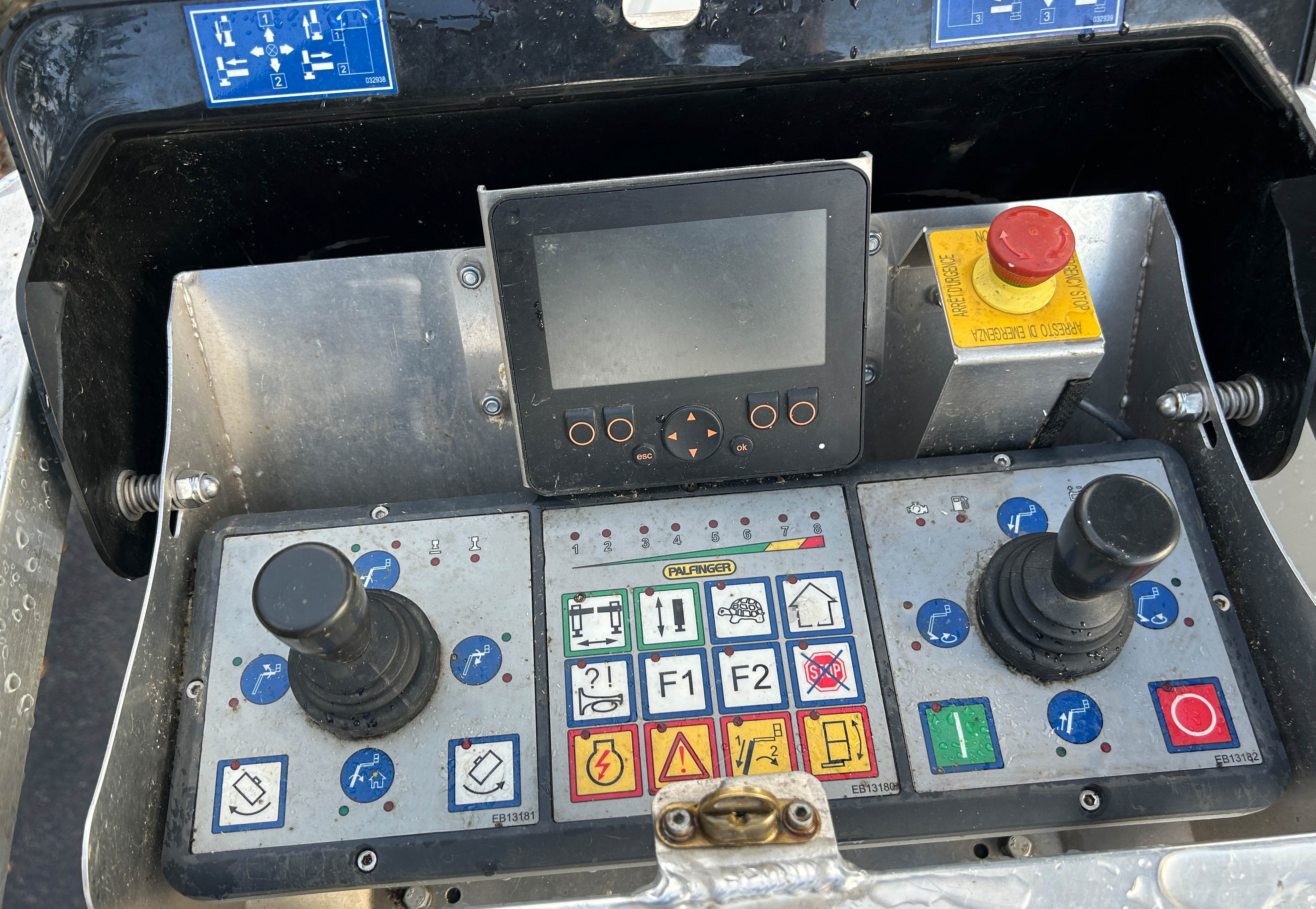
Bedienungspult einer Hubarbeitsbühne

Arbeitskörbe von Hubarbeitsbühnen variieren in ihrer Tragfähigkeit, abhängig vom jeweiligen Modell, zwischen 100 und 1.000 Kilogramm. Es gibt im Wesentlichen zwei Materialvarianten: Kunststoff und Aluminium. Bei Einsätzen unter spannungsführenden Elektroleitungen ist eine doppelte Isolation gegen bis zu 1.000 Volt vorgeschrieben, welche in der Regel zur Standardausstattung der Arbeitskörbe gehört.
Auf Baustellen werden häufig dieselbetriebene selbstfahrende Teleskop- und Gelenkteleskopbühnen verwendet, die Arbeitshöhen von 12 bis 44 Metern erreichen können. Als Alternative kommen oft Scherenarbeitsbühnen zum Einsatz. Diese verfügen meist über eine größere Plattform, sind jedoch auf vertikale Bewegungen beschränkt und erreichen Höhen von 6 bis 33 Metern. Der Vorteil liegt hierbei in der höheren Tragfähigkeit für Personal und Material. Mastgeführte Kletterbühnen hingegen können für Arbeiten in Höhen von bis zu 250 Metern und mehr verwendet werden.
In verwandter Funktion zu den Hubarbeitsbühnen stehen Hubrettungsfahrzeuge wie Drehleitern und Teleskopmaste mit Rettungskörben, die speziell für Löscharbeiten und Höhenrettung konzipiert sind. Viele Hersteller von Teleskopmasten, wie WUMAG elevant und Bronto Skylift, sind auch in der Produktion von Hubarbeitsbühnen renommiert.

## Sicherheit
Bei gewerblich eingesetzten Hubarbeitsbühnen in Deutschland ist eine jährliche Sicherheitsüberprüfung nach BGG 945 und 945-1 Prüfbuch für Hebebühnen (auch als UVV-Prüfung bekannt) (nach den Richtlinien der Berufsgenossenschaften wie TRBS 1203) in Verbindung mit den Verband der Elektrotechnik, Elektronik und Informationstechnik (VDE) Vorschriften und DIN-Normen vorgeschrieben.
Das Tragen einer PSA (persönliche Schutzausrüstung) wie Schutzschuhe, Schutzhelm bzw. Warnkleidung ist für jeden gewerblichen Betrieb von der jeweils zuständigen Berufsgenossenschaft geregelt. Dies gilt für die gesamte Dauer der Ausübung der Arbeitstätigkeit, dazu gehört natürlich auch während eine Arbeitsbühne bedient wird.
Eine allgemeine Vorschrift bezüglich des Tragens einer PSA, insbesondere eines Gurtes/Absturzsicherung gibt es gemäß aktueller Gesetzeslage, anders als z. B. in Großbritannien Holland oder Italien, in Deutschland nicht. Das Anlegen einer PSA kann jedoch neben der jeweiligen Berufsgenossenschaft, z. B. auch durch den Arbeitgeber, oder auf Privat-, Werks-, Messegelände durch den Geländeinhaber vorgeschrieben werden.
Durch Änderungen im Gesetz muss ab Sommer 2009 jede Arbeitsbühne einen Anschlag- bzw. Befestigungspunkt zum Einklinken einer Schutzausrüstung gegen Absturz haben. Alte Bühnen sind nachzurüsten.
Die horizontale Ausrichtung der Basis erfolgt manuell über eine Dosenlibelle oder automatisiert über Lage- bzw. Drucksensoren in der Hydraulik.
In den Berufsgenossenschaftlichen Regeln für das Betreiben von Hebebühnen (BGR 500, Kapitel 2.10) ist unter anderem auch die Beschäftigungsbeschränkung geregelt. Darin heißt es: „Mit der selbstständigen Bedienung von Hebebühnen dürfen nur Personen beschäftigt werden, die das 18. Lebensjahr vollendet haben, in der Bedienung der Hebebühne unterwiesen sind und ihre Befähigung hierzu gegenüber dem Unternehmer nachgewiesen haben. Sie müssen vom Unternehmer ausdrücklich mit dem Bedienen der Hebebühne beauftragt sein. Der Auftrag zum Bedienen von Hubarbeitsbühnen muss schriftlich erteilt werden.“
Die vorgeschriebene Unterweisung ist vom Unternehmer, also dem Arbeitgeber, gemäß Unfallverhütungsvorschrift BGV A1 „Grundsätze der Prävention“ jährlich durchzuführen. Die Inhalte einer solchen Unterweisung sind in Deutschland seit April 2010 durch den BGG 966 bzw. GUV-G 966
geregelt. Da darin auch Praxis-Übungen mit verschiedenen Typen von Hubarbeitsbühnen vorgesehen sind, die nicht jeder Unternehmer vorhalten kann, werden die Unterweisungen vielfach von externen Schulungszentren durchgeführt. So haben Unternehmer die Gewähr, dass ihre Mitarbeiter umfassend und gemäß den Anforderungen der Berufsgenossenschaften in der Bedienung von Hubarbeitsbühnen unterwiesen sind.
Diese Unterweisung ist nur für die gewerbliche Nutzung vorgeschrieben, Privatleute sind davon nicht betroffen. Einen Führerschein, wie man ihn z. B. für PKW kennt und der ausnahmslos für jeden Pflicht ist, gibt es daher für Hubarbeitsbühnen nicht. Umgangssprachlich wird die Bescheinigung für die Teilnahme an der Unterweisung gerne als Führerschein, Bedienerausweis oder Lizenz bezeichnet.

## Beispiele

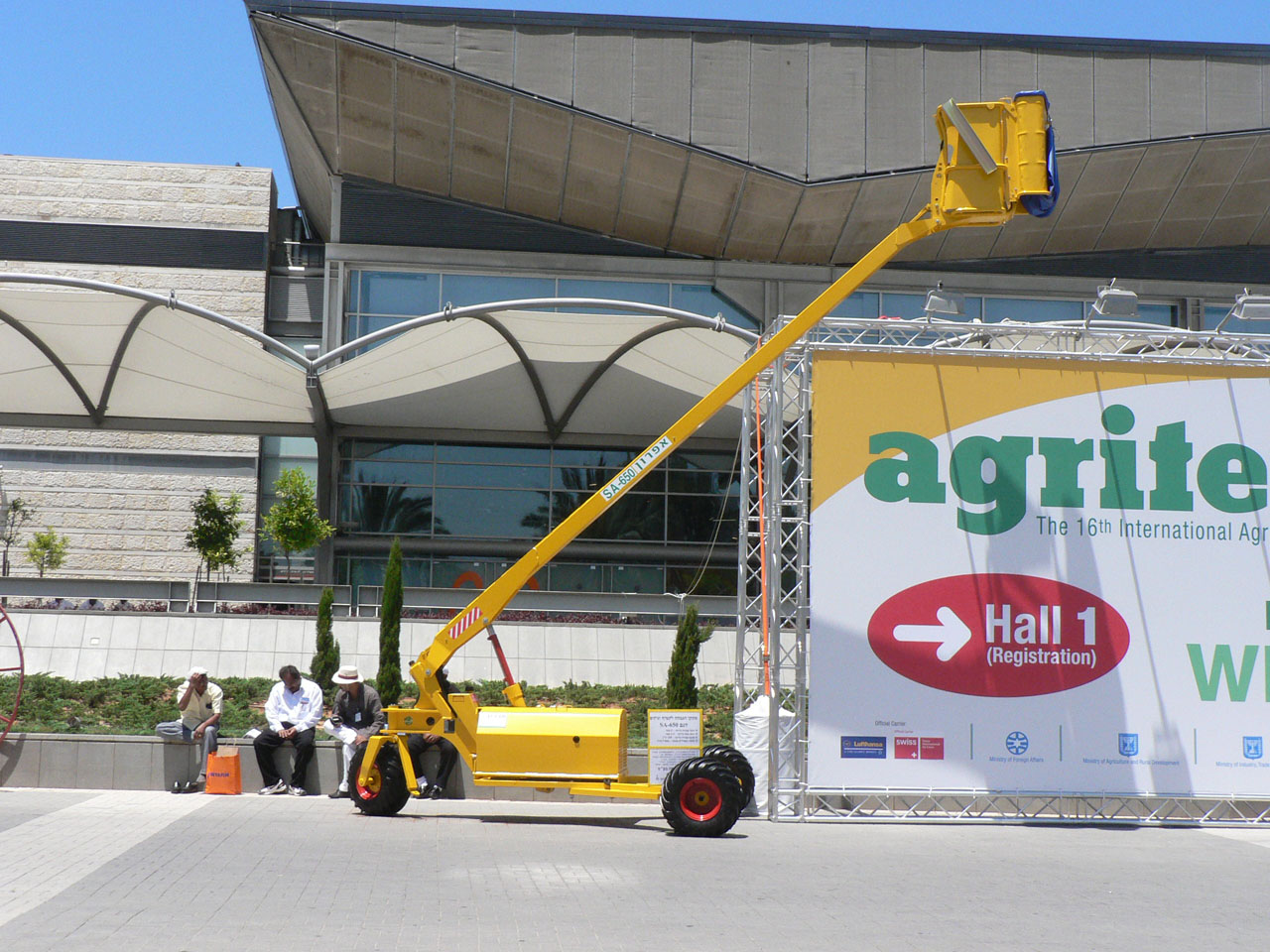
Einfache mobile Hubarbeitsbühne
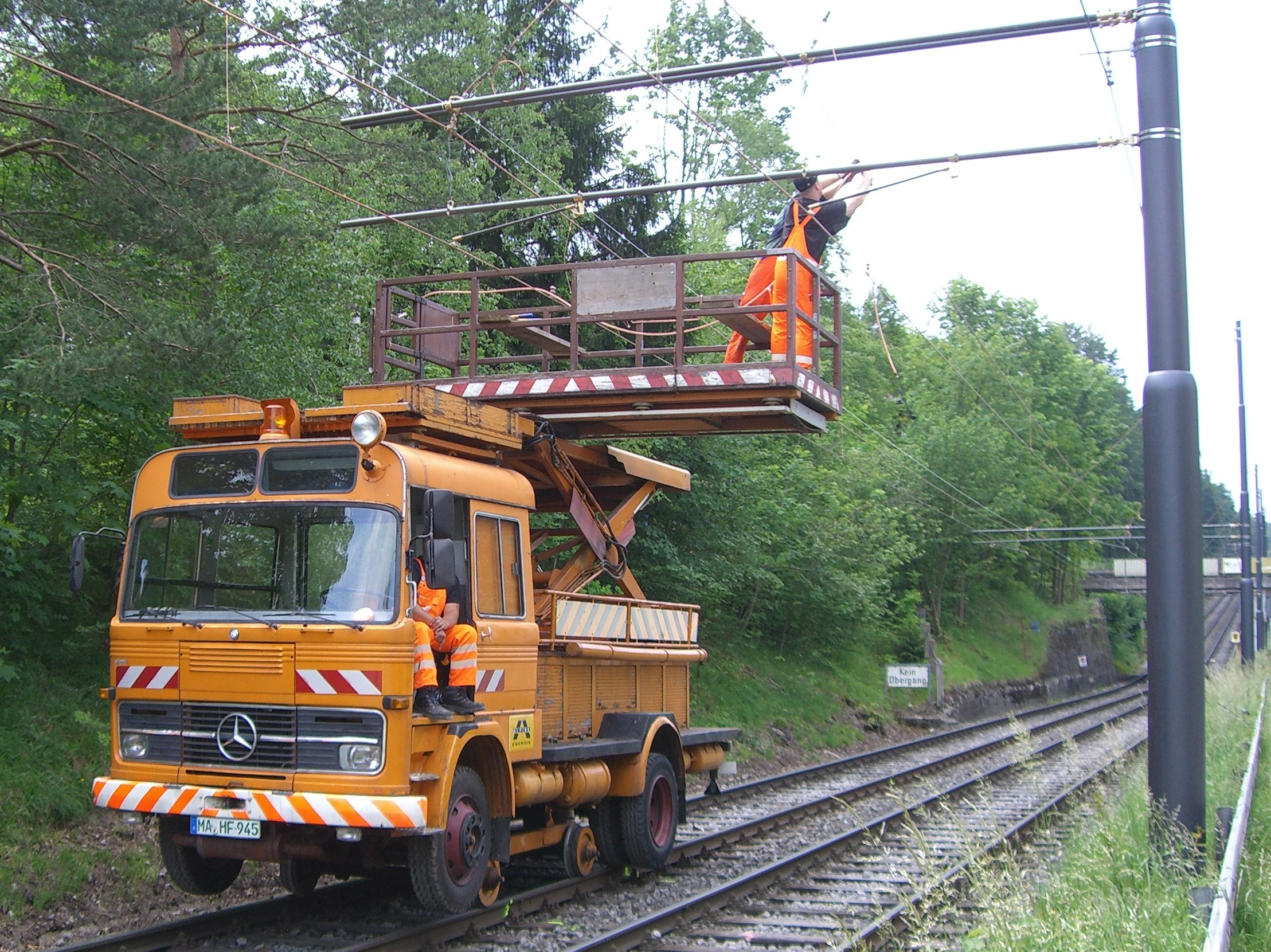
Hubarbeitsbühne auf einem Zweiwegefahrzeug zur Fahrleitungsmontage
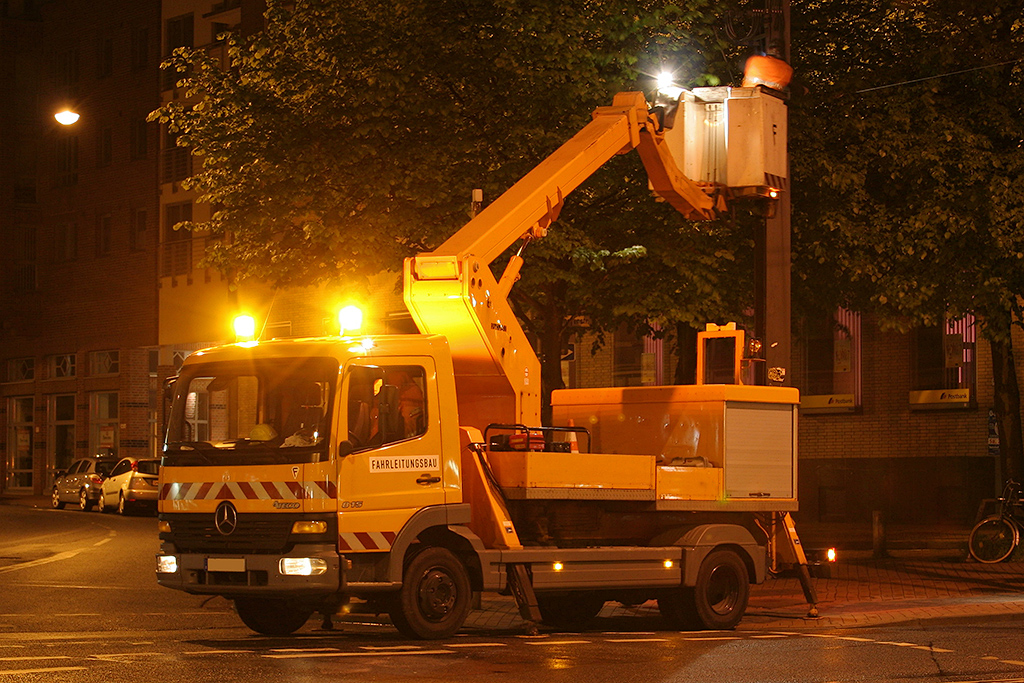
LKW-Hubarbeitsbühne zum Fahrleitungsbau
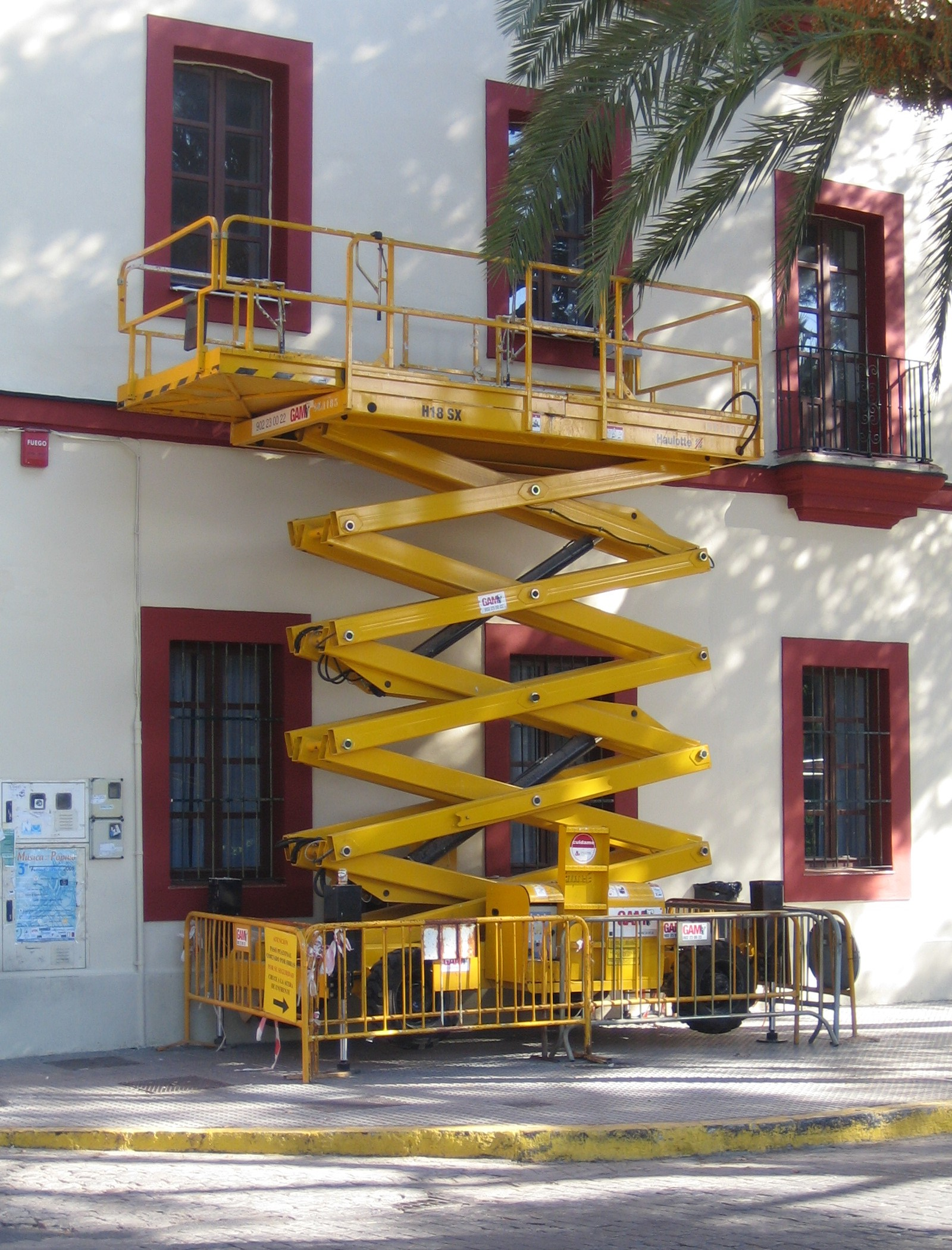
Hebebühne mit Nürnberger Schere
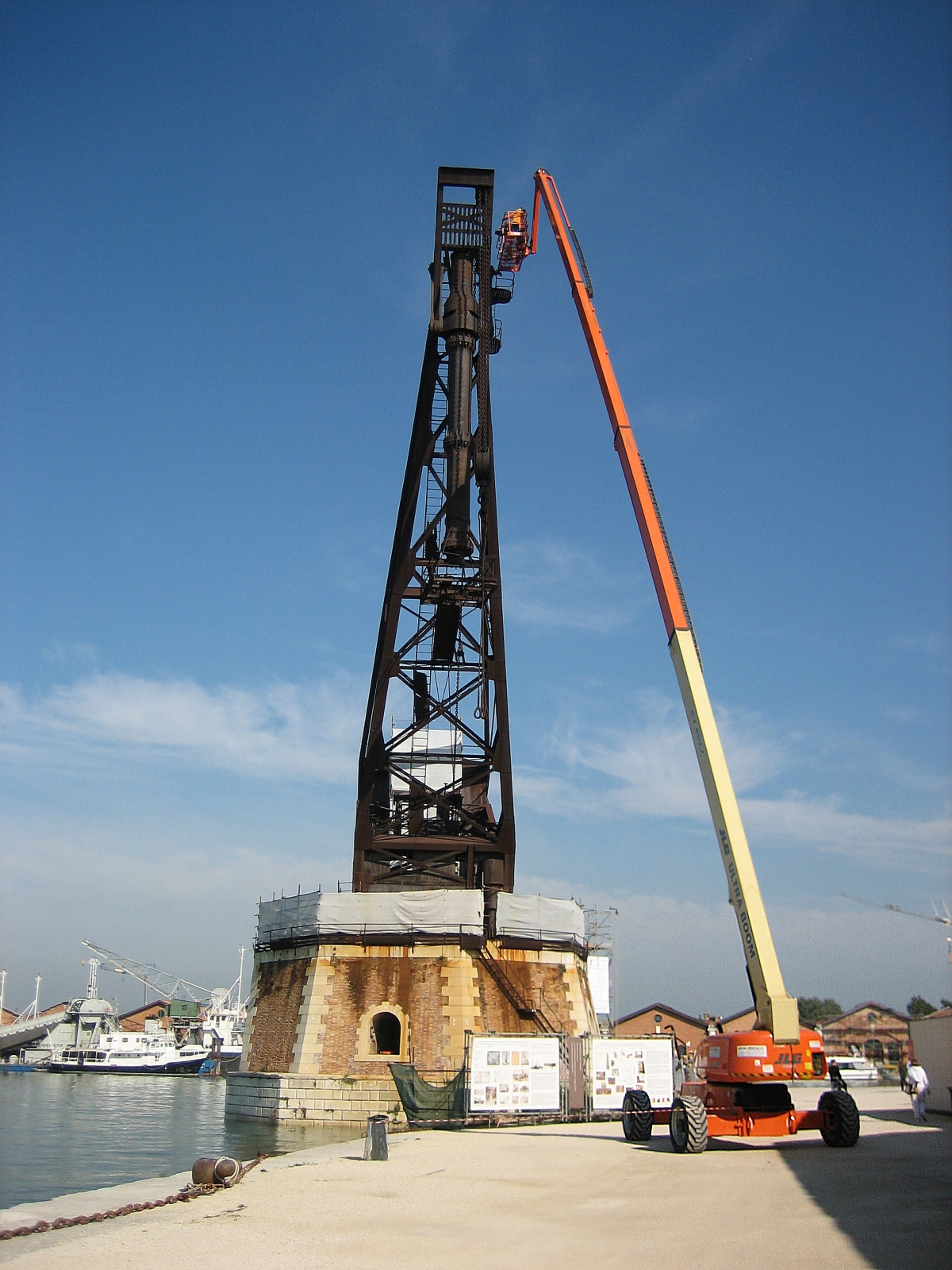
Boomlifter im Einsatz am alten Drehkran im Innenbecken des Arsenale in Venedig.
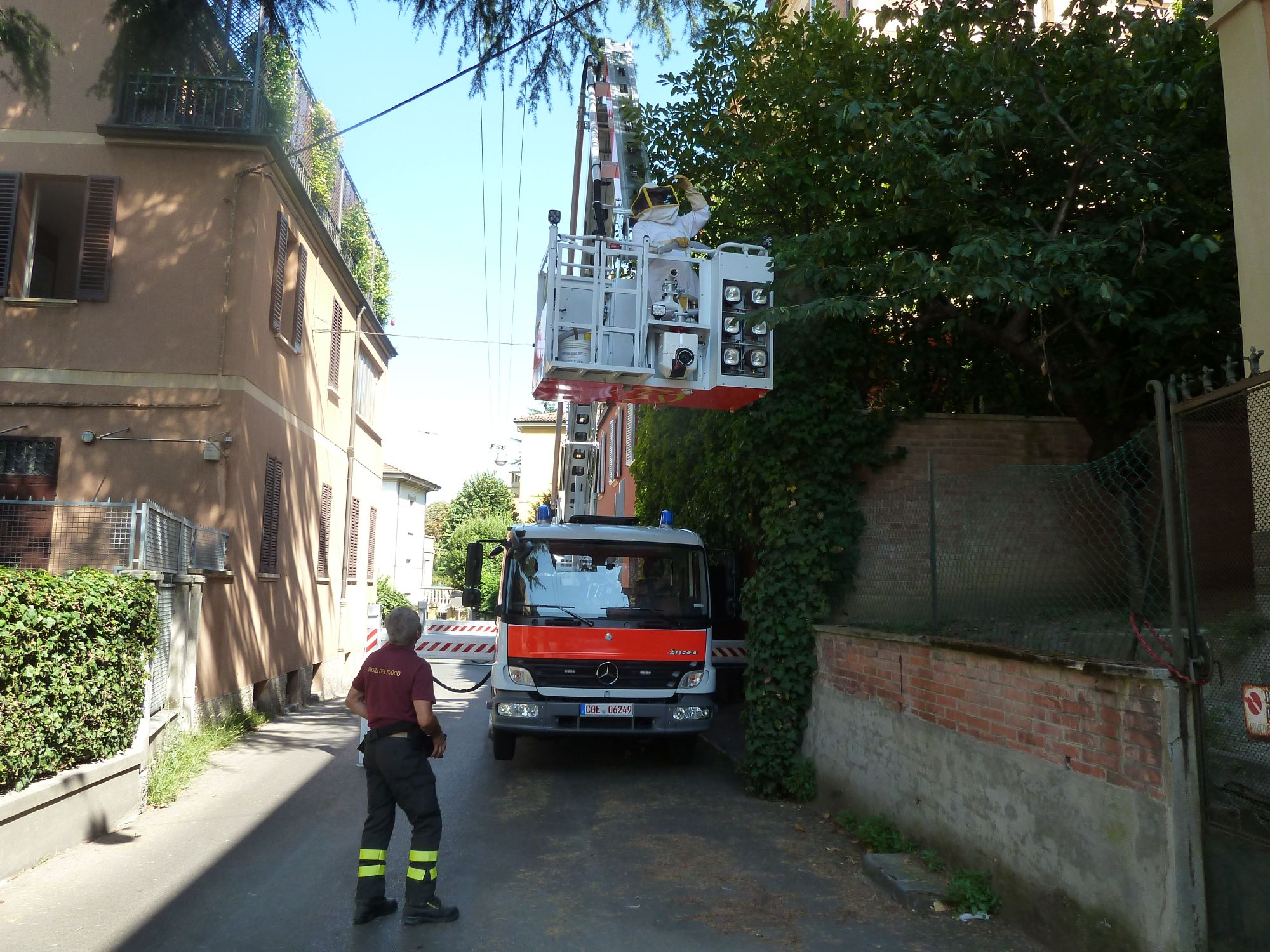
Hubarbeitsbühne als LKW-Aufbau in einer engen Gasse in Italien

## Ähnliche Vorrichtungen
- Hubtisch
- Turmwagen